# Leopold Gadiel
Leopold Gadiel (* 8. Januar 1857 in Brieg, Provinz Schlesien; † 13. November 1943 in Hamburg) war ein deutscher Theaterschauspieler, Theaterregisseur, Theaterleiter sowie Filmschauspieler beim deutschen Stummfilm.

## Leben
Leopold „Leo“ Gadiel begann seine Bühnenlaufbahn in der Theatersaison 1878/79 als Darsteller kleiner Rollen und Chorsänger bei einer „Reisenden Theatergesellschaft“ in Cottbus und Landsberg an der Warthe. In der Spielzeit 1880/81 folgte ein Engagement als Inspizient und Chargendarsteller am Stadttheater Hirschberg in Niederschlesien.
In der Spielzeit 1882/83 war er als Schauspieler am Stadttheater in Außig an der Elbe und am Stadttheater Cottbus engagiert.
In der Spielzeit 1884/85 gehörte er als Regisseur der Operette, Schauspieler und Sänger zum Ensemble der Vereinigten Stadttheater Wernigerode und Apolda. In der Spielzeit 1885/86 war er als „Jugendlicher Liebhaber“ und für Operettenpartien am „Fürstlichen Hoftheater Arnstadt“ verpflichtet. In der Spielzeit 1886/87 war er als Schauspieler und Sänger (Bonvivants, Operettengesangspartien) am Stadttheater Wilhelmshaven engagiert. In der Spielzeit 1887/88 folgte ein weiteres Engagement am „Fürstlichen Hoftheater Arnstadt“ als Regisseur („Regisseur des Lustspiels“), Schauspieler (im Rollenfach des „Bonvivants“) und als Operettendarsteller.
In der Spielzeit 1888/89 wirkte er als Schauspieler (Rollenfächer: „Jugendlicher Held“, „Liebhaber“ und „Bonvivant“) und Sänger am Stadttheater Elbing. In der Spielzeit 1889/90 folgte ein Engagement als Regisseur, Schauspieler (Bonvivant, Liebhaber) und Sänger am Stadttheater Tübingen.
In den folgenden beiden Spielzeiten 1890/91 und 1891/92 war er als Regisseur und Schauspieler (I. Held, Liebhaber, Bonvivant) an den Vereinigten Stadttheatern Hagen–Paderborn–Iserlohn–Witten verpflichtet.
In den Spielzeiten 1892/93 und 1893/94 leitete er als Direktor und Oberregisseur die Vereinigten Stadttheater Zerbst und Stendal.
Es folgten jeweils Jahresengagements als Regisseur und Schauspieler am Stadttheater Freiberg in Sachsen (Spielzeit 1894/95, Rollenfach: „I. Liebhaber und Bonvivant“), an den Vereinigten Stadttheatern Tilsit und Memel (Spielzeit 1895/96, Rollenfach: „I. Liebhaber und Bonvivant“), an den Vereinigten Stadttheatern Bautzen und Glogau (Spielzeit 1896/97, Rollenfach: „Bonvivant und singender Liebhaber“) und am „Fürstlichen Hoftheater Arnstadt“ (Spielzeit 1897/98).
In der Spielzeit 1898/99 war er als Schauspieler am „Centralhallen-Theater“ in Hamburg verpflichtet.
In den Spielzeiten 1899/00 und 1900/01 folgten wieder Einjahresengagements als Regisseur und Schauspieler (Rollenfach: „I. Liebhaber und Bonvivant“) an den Vereinigten Stadttheatern Ratibor, Wismar und Güstrow sowie am Stadttheater Beuthen in Oberschlesien.
Um die Jahrhundertwende ging Gadiel nach Berlin, wo er an verschiedenen Berliner Bühnen spielte und später auch als Darsteller zum Stummfilm kam.
Ab der Spielzeit 1901/02 war er bis zum Ende der Spielzeit 1905/06 am „Carl-Weiß Theater“ engagiert.
Als Zwischenstation zu seinen Berliner Engagements war er in der Spielzeit 1906/07 als Oberregisseur („Regisseur des Schauspiels und Lustspiels“) und Schauspieler am Stadttheater Bernburg verpflichtet.
Ab der Spielzeit 1908/09 gehörte er bis in den Ersten Weltkrieg hinein bis einschließlich der Spielzeit 1916/17 zum Ensemble des „Gebrüder-Herrnfeld-Theaters“ in Berlin. In der Spielzeit 1917/18 war er als Operettendarsteller am Metropoltheater in Berlin und am „Neuen Theater“ in Hamburg verpflichtet.
In den Jahren 1919 bis 1921 ist Gadiel im Deutschen Bühnenjahrbuch als Schauspieler ohne Bühnenengagement verzeichnet. Im Deutschen Bühnenjahrbuch 1922, das die Ensembles der laufenden Spielzeit 1921/22 aufführt, ist Gadiel nicht [mehr] eingetragen.
In den 1910er und 1920er Jahren wirkte Gadiel u. a. unter der Regie von Viggo Larsen, Fritz Bernhardt, Paul Ludwig Stein, Wolfgang Neff und Robert Dinesen in etwa 15 Stummfilmen mit.
Leopold Gadiel war mit der Schauspielerin Emmeline Gadiel (1870/71–1952), die wegen der jüdischen Abstammung ihres Ehemanns aus der Reichskulturkammer ausgeschlossen wurde, verheiratet. Der gemeinsame Sohn Camillo Gadiel (* 1895 in Ansbach) wurde ebenfalls Schauspieler.

## Filmografie (Auswahl)
- 1910: Die Pulvermühle
- 1912: Um fremde Schuld. Eine Episode aus dem Leben
- 1913: Die das Glück narrt
- 1913: Der Herr der Welt
- 1915: Die Söhne des Grafen Steinfels
- 1917: Frank Hansens Glück
- 1918: Suchomlinow
- 1919: Gewalt gegen Recht
- 1920: Der Gefangene
- 1920: Der Mann in der Falle
- 1920: Rote Spuren
- 1921: Die Frauen vom Gnadenstein
- 1921: Sünde wider das Geschlecht
- 1923: Die Bestien des alten Rom